# Asunción Delmás
Asunción Delmás Lapuente (Fuentes de Ebro, Zaragoza, 1867 - Ib., 1903) fue una cantadora de jota aragonesa considerada la mejor del siglo XIX, y posiblemente la mejor voz femenina de la historia de este género musical. 
Fue discípula de Santiago Lapuente y cantaba con una tesitura de mezzosoprano, fundamentalmente en su pueblo, Fuentes de Ebro, donde iban a verla sus admiradores. Con motivo de una serenata en honor de Francisco Pi i Margall cantó en Zaragoza ante un muy numeroso público (Lapuente habla de veinte mil espectadores) recibiendo el apelativo «la incomparable». Fue escuchada con emoción por músicos de la talla de Tomás Bretón.
Destacó en los estilos de la «aragonesa pura» y la «aragonesa libre». Una de las «aragonesas» lleva el nombre de «jota de Asunción Delmás». También fue conocida por su ejecución del estilo «fiera de Fuentes»
En su familia hubo más cantadores, como Carolina, Francisco y Baldomero Delmás, creador del estilo «Baldomero». Murió de parto en 1903.